# Raptor (Raketentriebwerk)

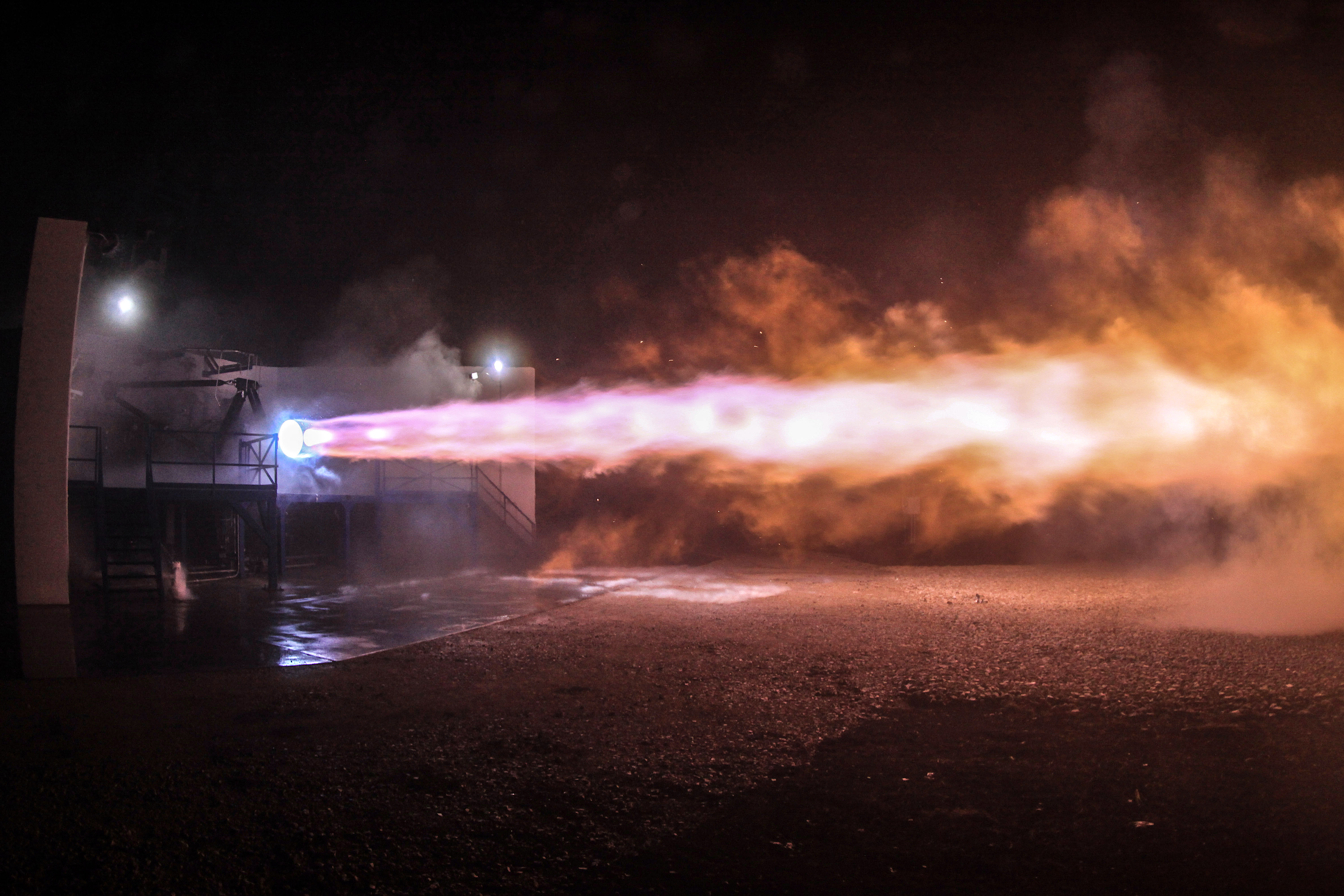
Raptor beim ersten Test

Das Raptor ist ein Flüssigkeitsraketentriebwerk des Raumfahrtunternehmens SpaceX. Es soll Raketenstufen mit hoher Antriebseffizienz und bis zu 1000-facher Wiederverwendbarkeit ermöglichen (Planungsstand 2017) und damit die Entwicklung einer vollständig wiederverwendbaren Großrakete mit sehr niedrigen Kosten pro Start.

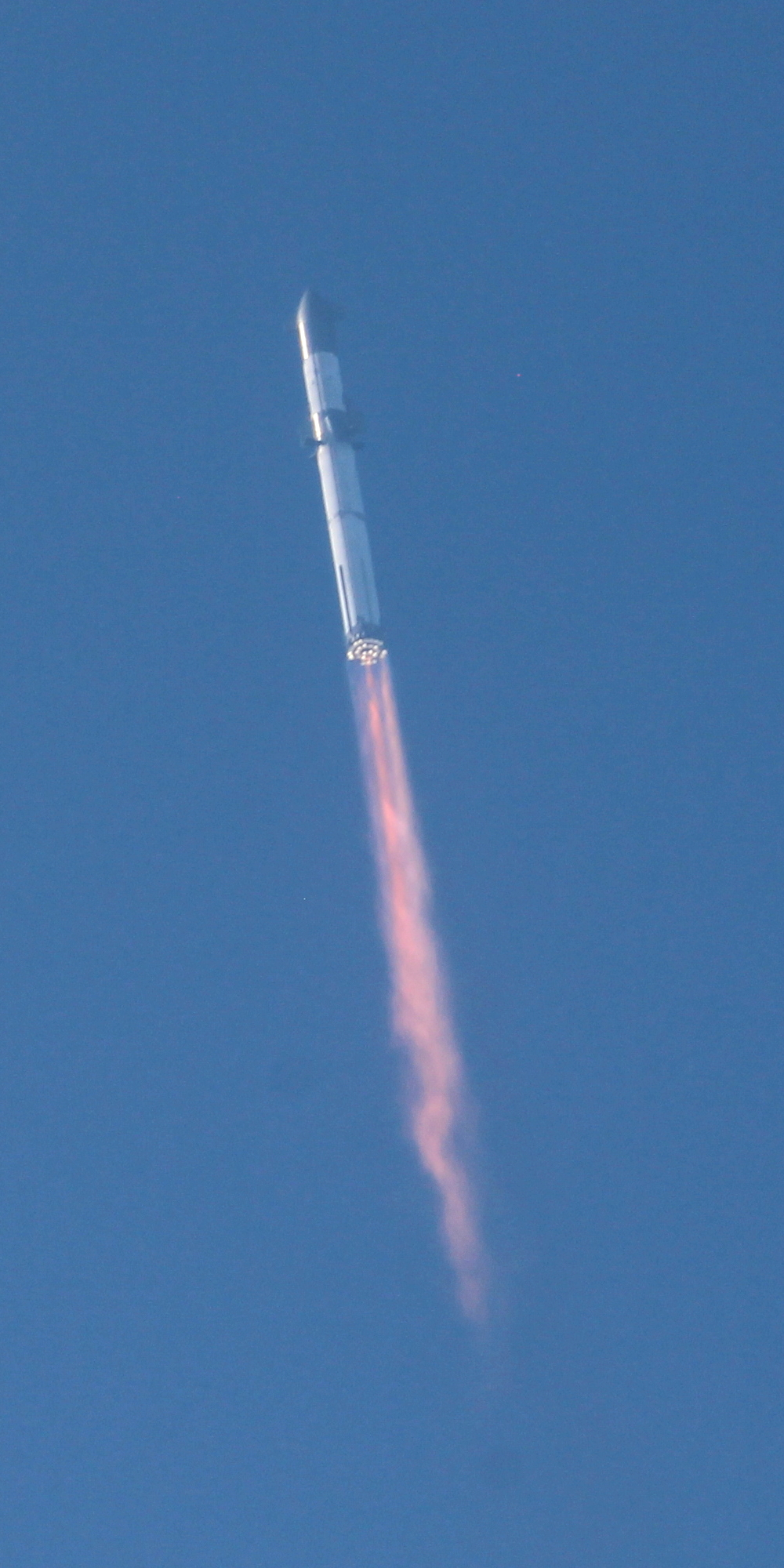
Raptor-Triebwerke beim ersten Testflug der Starship-Rakete (20. April 2023)

Die Entwicklung des Triebwerks begann in den frühen 2010er Jahren als Teil von Raketenentwürfen zur Marskolonisation. Das daraus hervorgegangene Starship mit geplanten 33 Raptoren in der ersten und 9 in der zweiten Stufe wird seit 2019 Flugtests mit Raptor-Vorserientriebwerken unterzogen.

## Technik

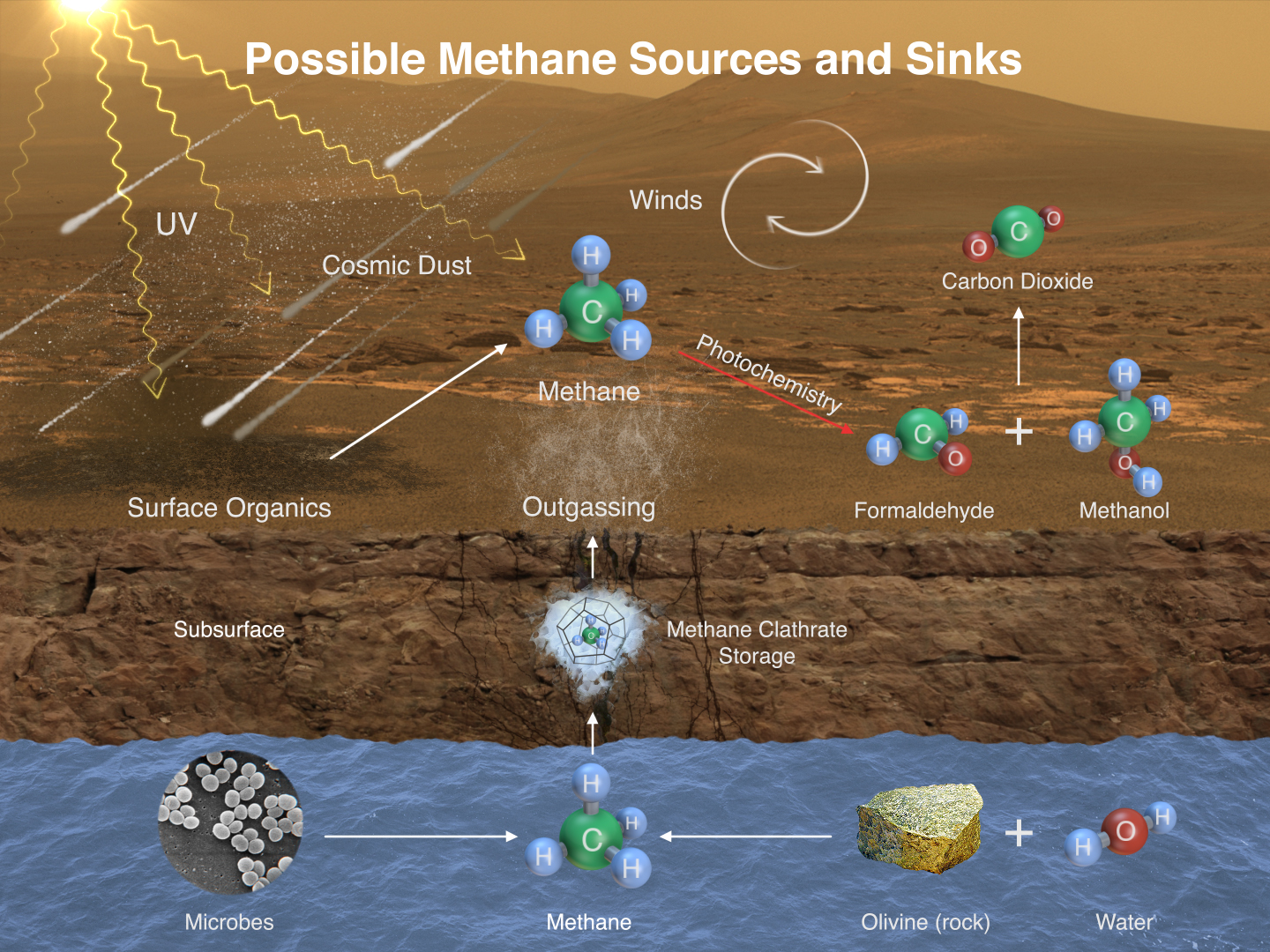
Potentielle Methanquellen (CH_{4}) auf dem Mars

### Treibstoff

#### Treibstoffart

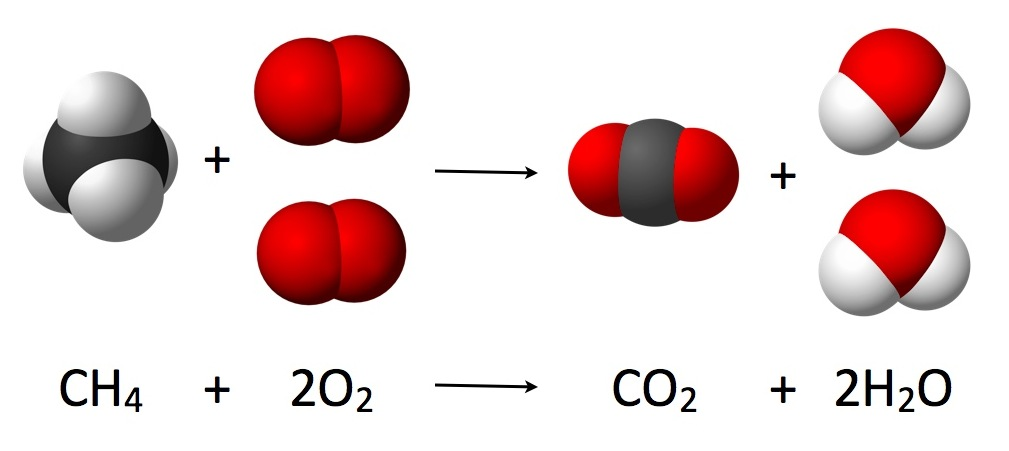
Verbrennungsreaktion von Methan. Durch den Sabatier-Prozess könnte hierbei genauso viel Kohlendioxid entstehen, wie zuvor zur Herstellung des Methans aus der Atmosphäre absorbiert wurde.

In der Konzeptionsphase war zunächst flüssiger Wasserstoff und Flüssigsauerstoff (liquid oxygen, LOX) als Treibstoffmischung ins Auge gefasst worden. Unter anderem wegen der von SpaceX angestrebten bemannten Marsflüge legte sich das Unternehmen dann auf flüssiges Methan und flüssigen Sauerstoff fest. Methan kann auf dem Mars prinzipiell durch den Sabatier-Prozess gewonnen werden und könnte somit auch als Treibstoff für eine Rückreise vom Mars verwendet werden, müsste also nicht bereits auf der Hinreise mitgeführt werden. Genutzt werden soll beim Sabatier-Prozess Kohlendioxid, das den Hauptbestandteil der Mars-Atmosphäre bildet, und Wasser aus den auf dem Mars nachgewiesenen Wassereisvorkommen. Die Energie für den Prozess möchte SpaceX mit einem Solarkraftwerk gewinnen. Bisher verwendet SpaceX für seine Raketentriebwerke (Merlin und Kestrel) Raketenkerosin RP-1 und Flüssigsauerstoff.

#### Deep Cryo
Wie auch schon bei den Merlin-Triebwerken, benutzt SpaceX den Treib- und Sauerstoff in tief-kryogener Form (engl. deep cryo), womit gemeint ist, dass die Stoffe deutlich unter den Kondensationspunkt gekühlt werden, um eine höhere Energiedichte zu erhalten und so die Schubkraft der Triebwerke zu erhöhen. So wird beispielsweise Sauerstoff auf ungefähr −205 °C statt der für die Kondensation benötigten −182,9 °C gekühlt. Laut eigenen Angaben von SpaceX kann der Brennkammerdruck des Raptors durch diese Technik von ungefähr 250 bar auf 300 bar erhöht werden. Allerdings ist erst Raptor V2 dazu in der Lage, tief-kryogenen Treibstoff effizient zu nutzen.

#### Klimaneutralität
Im Dezember 2021 gab SpaceX bekannt, dass das für die Rakete benötigte Methan nicht nur auf dem Mars, sondern auch auf der Erde mit Hilfe des Sabatier-Prozesses aus dem CO2 der Atmosphäre gewonnen werden soll. Damit würde der Treibstoff bei der Verbrennung genauso viel CO2 erzeugen, wie vorher zur Herstellung aus der Atmosphäre absorbiert wurde, und die Starship-Rakete könnte somit klimaneutral fliegen. Dies gilt nur unter der Voraussetzung, dass auch die Energie, die für den Sabatier-Prozess benötigt wird, aus klimaneutralen Quellen stammt.
Das Gleiche gilt für den Energiebedarf der Kühlung des Flüssigsauerstoffs und sonstiger Verbraucher. Hierfür sind noch keine veröffentlichten Daten bekannt.

### Schubkraft
Tom Mueller, vormals SpaceX-Vizepräsident für Triebwerksentwicklung, teilte im Februar 2014 mit, das Raptor-Triebwerk sei für einen Schub von 4500 kN konzipiert worden. Im Vergleich hierzu habe das aktuelle Triebwerk Merlin 1D einen Schub von 689 kN. Der spezifische Impuls soll auf Meereshöhe 321 s und 363 s im Vakuum betragen. Zur Veranschaulichung: Mit der anvisierten Schubkraft von 4500 kN eines Antriebs könnte am Boden (Startrampe) eine Masse von rund 460 Tonnen angehoben werden (inklusive der Masse des Raptor-Triebwerks selbst und der anteiligen Masse der mitgeführten Treibstoffe für diesen Antrieb). Mit 68 solcher Triebwerke könnte man also theoretisch den Berliner Fernsehturm (rund 31.000 Tonnen) anheben. Je geringer die tatsächliche Masse der Rakete pro Triebwerk, desto höher ist letztlich die zum Beschleunigen verbleibende Kraft des Triebwerks. Die bisher erreichbaren Schubkräfte liegen aber noch ein ganzes Stück unter diesem Ziel:
Im September 2016 stellte Elon Musk das Projekt Interplanetary Transport System (ITS) mit 42 Raptor-Triebwerken vor. Der Schub wurde mit 3500 kN auf Meereshöhe angegeben.
Am 29. September 2017 stellte Elon Musk auf dem International Astronautical Congress (IAC) in Adelaide ein dem ITS ähnliches, kleineres Raumfahrtsystem vor, das vorläufig BFR (Big Falcon Rocket) genannt wurde. Die Startrakete soll über 31 Raptor-Triebwerke verfügen. Diese sollten zusammen einen Schub von 5400 Tonnen für die maximal 4400 Tonnen schwere BFR erzeugen. Einige dieser Triebwerke dürften demnach so wie bei der Falcon 9 auch als Landetriebwerke der Erststufe fungieren.
Seit Januar 2022 erreicht das Raptor-Triebwerk routinemäßig 245 Tonnen bzw. 2400 kN Schubkraft bei 300 bis 321 bar Brennkammerdruck. Dieser Wert liegt damit bei reichlich der Hälfte des oben genannten Designziels von 4500 kN.

### Vollstromvorverbrennung

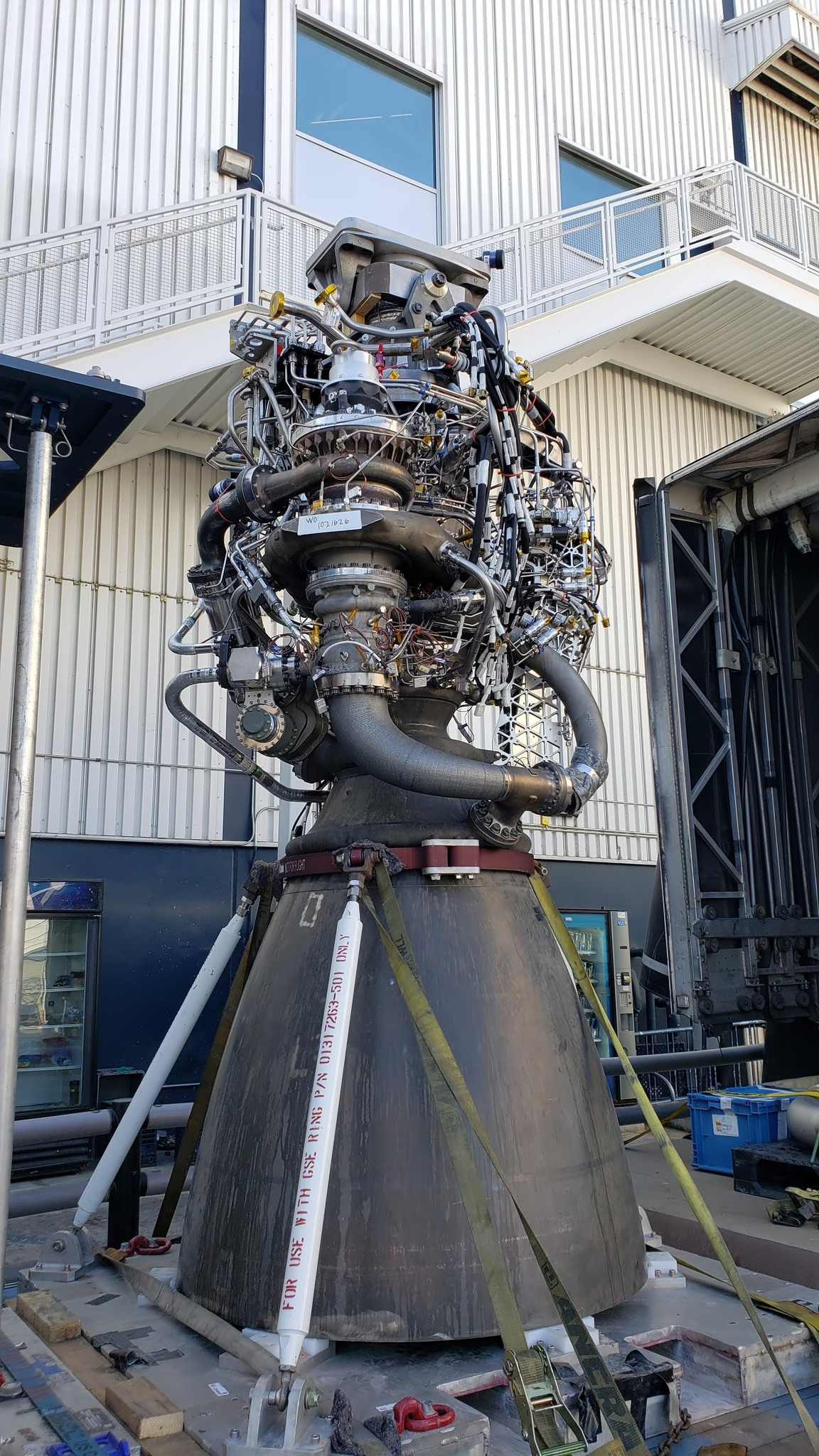
Raptor V1

Bei den meisten gängigen Nebenstromtriebwerken wird ein Teil des Treibstoffs und des Oxydators abgezweigt, in einer Nebenbrennkammer meist in einer treibstoffreichen Mischung verbrannt (was die Gase weniger heiß und es somit einfacher macht, sie über Leitungen weiter zu führen) und das so entstehende Gas als Arbeitsmedium für die Turbopumpen benutzt, die wiederum die jeweiligen Stoffe in die Hauptbrennkammer einspritzen. Das treibstoff- oder sauerstoffreiche Gas, dessen chemische Energie zu diesem Zeitpunkt nicht vollständig aufgebraucht ist, wird über einen Auspuff über Bord ausgestoßen und trägt nicht weiter zur Schuberzeugung in der Düse bei.
Bei Hauptstromtriebwerken wird dies vermieden, indem das Arbeitsgas nach Passieren der Turbinen wieder zurück in die Hauptbrennkammer geleitet wird, wo es an der Verbrennung teilnimmt und die chemische Energie vollständig zur Schuberzeugung genutzt wird.
Bei der Teilstromvorverbrennung gibt es hierbei lediglich eine Turbine, die beide auf der gleichen Welle sitzenden Pumpen antreibt, und dabei entweder Sauerstoff mit einer geringen Menge Treibstoff oder andersherum Treibstoff mit einer geringen Menge Sauerstoff nützt.
Bei der Vollstromvorverbrennung (engl. full flow staged combustion cycle), zu denen auch das Raptor-Triebwerk zählt, gibt es zwei Turbinen: Eine, die Treibstoff mit einem kleinen Anteil Sauerstoff verbrennt, um die Treibstoffpumpe anzutreiben, und eine, die Sauerstoff mit einem kleinen Anteil Treibstoff verbrennt, um die Sauerstoffpumpe anzutreiben. Dadurch, dass es zwei Turbinen bei jeweils gleichbleibendem Massestrom gibt, können die Turbinen zusammen mehr Leistung für die Pumpen erbringen. Die Pumpen können schließlich den Druck in der Brennkammer und damit den spezifischen Impuls des Triebwerks erhöhen. Eine weitere Möglichkeit ist, die Kraft der Turbinen zu senken, da zwei zusammen nur noch so viel Leistung erbringen müssen, wie vorher eine einzelne. Hierdurch lässt sich der Druck und die Temperatur in den Turbinen und somit auch der Abrieb verringern, was wichtig ist, da Wiederverwendbarkeit ein Schlüsselkonzept der Starship-Rakete ist. Eine dritte Möglichkeit, die auch in den Raptor-Triebwerken verwendet wird, ist eine Mischung aus beiden Verfahren, bei der die Leistung (und somit der Abrieb) der einzelnen Turbinen zwar gesenkt wird, aber nur so weit, dass beide Turbinen zusammen immer noch mehr Leistung erzeugen, als zuvor eine einzelne. Somit hat man sowohl eine höhere Leistung als auch einen geringeren Abrieb. Die Effizienz der Triebwerke erhöht sich zusätzlich dadurch, dass Treibstoff und Sauerstoff gasförmig, statt wie bei herkömmlichen Triebwerken flüssig, in die Brennkammer geleitet werden, was die Reaktionszeit der beiden Stoffe verringert.
Das Raptor-Triebwerk ist das erste Vollstromvorverbrennungstriebwerk, das die Testphase verlassen und den Weltraum erreicht hat.
Dass zuvor kein solches Verfahren bis zur Einsatzreife gebracht wurde, lag unter anderem an dem hohen technischen Aufwand für den gleichzeitigen Betrieb zweier Vorbrenner und Turbopumpen. Zudem beherrschten bislang nur russische Ingenieure die nötige Metallurgie, um die Vorbrennkammer und die abgehenden Leitungen vor sauerstoffreichem und damit sehr reaktivem heißem Gas zu schützen (siehe RD-270-Triebwerk). SpaceX löste dieses Problem durch die Entwicklung der neuen Superlegierungen SX300 und SX500. Laut Musk ist SX500 dazu in der Lage, heißes sauerstoffreiches Gas bei ungefähr 825 bar zu handhaben. Da sich nicht jeder Treibstoff (wie z. B. Kerosin) nach einer treibstoffreichen Verarbeitung im Vorbrenner weiterverwenden lässt, verwendet SpaceX (neben weiteren Gründen) Methan statt Kerosin als Treibstoff.

### Drosselung
Nachdem im Frühjahr 2021 bereits mehrere Starship-Raketen bei der Landung aufgrund von Triebwerksausfällen explodiert waren, kündigte SpaceX an, die Drosselung der Triebwerke zu verstärken. Hierdurch soll erreicht werden, dass die Triebwerke ihre Leistung so weit drosseln können, dass es bei der Landung möglich ist, gleich mehrere Triebwerke zu zünden und somit eine Triebwerks-Redundanz bei Ausfällen besteht. Das Drosseln ist für das Verwenden mehrerer Triebwerke bei der retropropulsiven Landung nötig, da die Triebwerke sonst zu viel Schub erzeugen und die Rakete so wieder aufwärts beschleunigt, anstatt die Rakete nur für die Landung abzubremsen.
Die Leistung soll hierbei um ungefähr 50 % gedrosselt werden, falls nötig maximal auf 25 %, was aufgrund des hohen Aufwands der technischen Umsetzung allerdings möglichst vermieden werden soll. Einschränkende Gesichtspunkte sind hierbei nach eigenen Angaben der Vorbrenner sowie ein möglicher Flammabriss.

## Varianten

### RVac
Das Raumschiff, die Zweitstufe der BFR-Rakete, sollte über zwei verschiedene Raptor-Triebwerke verfügen: Zwei Landetriebwerke mit einem Durchmesser von 1,3 m und einem Schub von je 1700 kN auf Meereshöhe. Der spezifische Impuls sollte 330 s auf Meereshöhe und 356 s im Vakuum betragen. Die vier Vakuum-Triebwerke (Raptor Vacuum oder auch RVac) sollten einen Schub von je 1900 kN haben. Spezifischer Impuls: 375 s. Der Durchmesser der Austrittsdüse hätte 2,4 m betragen.
In der zweiten Jahreshälfte 2018 wurden das Design des Raumschiffs geändert und das Triebwerk „grundlegend überarbeitet“ (radically redesigned). Es soll zunächst nur noch eine Raptor-Variante mit 2000 kN Schub für die gesamte BFR verwendet werden. Später soll der Schub der Erststufentriebwerke auf 2500 kN gesteigert werden, während im Raumschiff eine Vakuum-Variante mit mindestens 380s spezifischem Impuls zum Einsatz kommen soll.
Im Mai 2019 ging SpaceX zum ursprünglichen Entwurf zurück, in dem das Raumschiff von Anfang an eine für das Vakuum und eine für die Meereshöhe optimierte Triebwerksvariante erhalten soll. Diesmal sollen von beiden Varianten jeweils 3 Triebwerke benutzt werden. Im Dezember 2021 wurde diese Entscheidung erneut überarbeitet und bekannt gegeben, dass die obere Stufe von nun an mit 6 RVac-Triebwerken und 3 für die Meereshöhe optimierten Triebwerken konzipiert sei.
Die Schubvektorsteuerung erfolgt, wie bei den meisten Raketen, durch Schwenken der kardanisch aufgehängten Triebwerke. Jedes der inneren Meeresspiegel-Triebwerke, sowohl in der oberen als auch unteren Stufe, kann dabei um 15° ausschwenken während die äußeren RVac-Triebwerke fest montiert sind und sich nicht bewegen können.

### Raptor V2

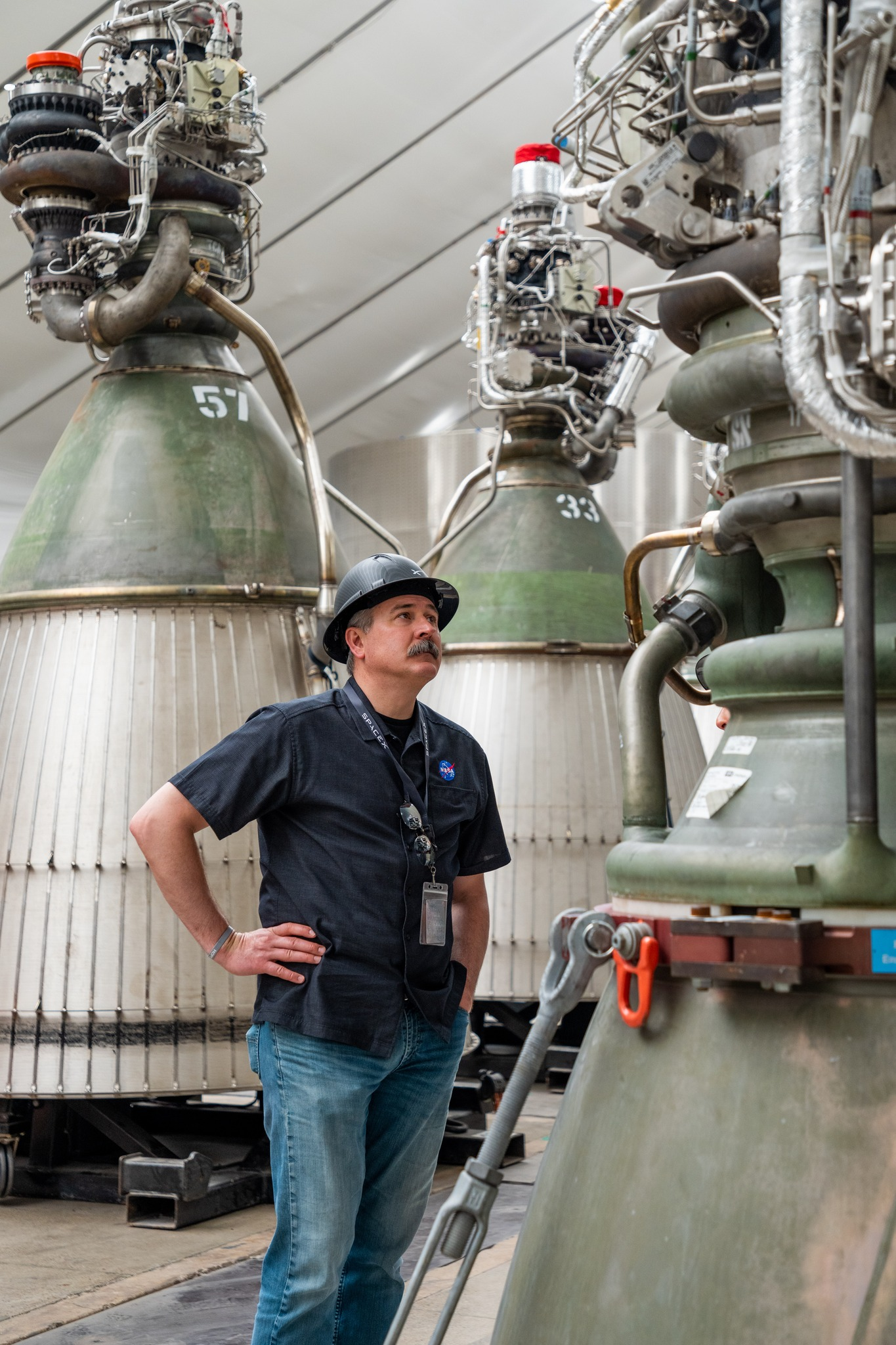
Zwei Raptor V2 Vacuum (hinten) und ein Raptor V2 sea level

Im September 2019 gab SpaceX bekannt, an einer zweiten Version des Raptor-Triebwerks (Raptor V2) zu arbeiten, die eine iterative Weiterentwicklung der ersten Version darstellt. So soll das Triebwerk unter anderem über deutlich vereinfachte Verkabelung und Gasleitungen verfügen, was das Gewicht der Triebwerke verringern und die Massenproduktion erleichtern soll. Zudem soll das Triebwerk unter anderem durch das Benutzen tief-kryogener Treibstoffe einen höheren Brennkammerdruck von um die 300 bis zu 321 bar erreichen. Das ermöglicht es den Düsenhalsdurchmesser ohne Strömungsabriss zu vergrößern und damit die Schubkraft um fast 25 % auf ungefähr 2400 kN bei 321 bar Brennkammerdruck zu erhöhen. Da der Durchmesser der Düsenglocke des Raptor-Triebwerks aus Platzgründen hierbei gleich bleibt, bedeutet dies auch ein schlechteres Expansionsverhältnis zwischen Düsenhals und Düsenglocke und daher auch eine etwas geringere Effizienz. Allerdings führt die höhere Schubkraft auch zu einer stärkeren Beschleunigung, dies führt zu einer geringeren Flugdauer zur Umlaufbahn, was wiederum zu weniger Gravitationsverlust führt. Somit wird die Effizienz des Triebwerks insgesamt erhöht. Die Produktion von Raptor V2 startete im Dezember 2021.

### Raptor 2.5
Raptor 2.5 soll den Schub weiter auf 250 Tonnen bei einem Brennkammerdruck von 330 bar erhöhen.
Das Hauptziel ist es, die Kosten pro Tonne Schub auf unter 1.000 US-Dollar zu senken, was Produktionskosten je Triebwerk von ungefähr 250.000 US-Dollar entsprechen würde. Anhaltspunkte, um dies zu erreichen, sind das Entfernen aller Flansche sowie möglichst viel 3D-Druck aus der Fertigungssequenz. Des Weiteren soll untersucht werden, die Kühlung des Düsenhalses durch einen treibstoffreicheren Betrieb der Brennkammer zu erreichen und dafür die Filmkühlung abzuschaffen. Dies wäre eine Abwägung zwischen vereinfachter Produktion und damit verringerten Kosten, aber gleichzeitig auch geringfügig verminderter Leistung.

### Raptor V3
Im Mai 2023 gab Musk bekannt, dass eine 3. Version des Raptor-Triebwerks (Raptor V3) bei Tests einen Brennkammerdruck von 350 bar erreichte. Im April 2024 gab Elon Musk in Starbase eine Informationsveranstaltung für Angestellte, die im Anschluss auch veröffentlicht wurde. Dort sprach er davon, dass Raptor V3 im Vergleich zu V1 und V2 stark im Design vereinfacht wurde und deshalb keinen zusätzlichen Hitzeschutz benötigen wird. Am 3. August 2024 stellte SpaceX dann den ersten Prototypen eines Raptor V3 Triebwerks vor. Das Triebwerk soll eine Schubkraft von 280 Tonnen (2750 kN), einen spezifischen Impuls (Isp) von 350 Sekunden (im Vakuum) und eine Masse von 1525 kg haben. Mit allen zusätzlichen Komponenten, die bei der Integration an der Rakete dazu kommen (Schubvektorsteuerung, Brandbekämpfung …), soll es eine Masse pro Triebwerk von 1720 kg haben, was trotzdem mehr als eine Tonne weniger ist, als bei der Vorgängerversion (V2: 2875 kg).
Musk merkte ebenfalls an, dass auch Raptor V3 noch Luft nach oben für Optimierungen habe. Zukünftige Versionen von Raptor 3 (V3.x) sollen die Schubkraft auf über 300 Tonnen anheben, den spezifischen Impuls um bis zu 5 Sekunden erhöhen und die Masse weiter verringern.

## Tests
Bis September 2017 wurden 42 Tests mit einem verkleinerten Prototyp des Triebwerks auf dem Gelände des Stennis Space Center der NASA im Hancock County (Mississippi) durchgeführt. Dabei sammelten die Triebwerke während mehrerer Tests insgesamt über 1200 Sekunden Laufzeit. Die maximale Brenndauer pro Test war wegen der Größe der Tanks am Teststand auf 100 s begrenzt. Die Testtriebwerke arbeiteten mit bis zu 200 bar Brennkammerdruck.
Die ersten Tests mit einem Raptor-Prototyp (Seriennummer SN1) in voller Größe fanden im Februar 2019 im SpaceX-Testzentrum in McGregor/Texas statt. Das Triebwerk erreichte den für Starship und Super Heavy benötigten Brennkammerdruck von 250 bar und wurde durch noch höhere Drücke beschädigt.
Erste kurze Flugversuche gelangen am 25. Juli 2019 mit der Testrakete „Starhopper“ und dem Raptor-Triebwerk SN6, im Jahr 2020 dann mit zwei Starship-Prototypen und je einem Triebwerk. Im Dezember 2020 absolvierte ein weiterer Starship-Prototyp erstmals einen mehrminütigen Flug, angetrieben von drei Raptor-Triebwerken, einschließlich Triebwerk Nr. 42 (SN42).
Am 2. August 2021 wurde der erste Booster eines Starships mit 29 Raptor-Triebwerken versehen. Im Endausbau sollen weitere vier Triebwerke montiert werden. Die bis dato größte Anzahl an gleichzeitig arbeitenden Triebwerken bei einer einzelnen Raketenstufe wurde bei der Erststufe der sowjetischen N1 Rakete verbaut, welche mit 30 Nk-15-Triebwerken bestückt war.
Im Januar 2022 verkündete Musk auf Twitter, dass die zweite Version des Raptor-Triebwerks bei Tests mittlerweile routinemäßig einen Brennkammerdruck von 300 bar erreicht. Zudem wurde angekündigt, dass von diesem Zeitpunkt an nur noch die zweite Version getestet werden soll.
Im April 2023 wurden erstmals 33 Raptor-Triebwerke bei einem Flug einer vollständig montierten Starship-Rakete (Integrated Flight Test 1 – IFT-1) aus beiden Stufen (Booster 7 und Starship 24) getestet. Während der ersten Aufstiegsphase fielen mehrere der Triebwerke aus, und durch einen Brand ging die Kontrolle über die meisten der noch laufenden Triebwerke verloren. Die Rakete geriet ins Taumeln und wurde aus Sicherheitsgründen durch das Flugabbruchsystem zerstört.
Im November 2023 wurden während des zweiten Testfluges (Integrated Flight Test 2 - IFT-2) erstmals alle 33 Triebwerke am Booster und sechs Triebwerke am Ship erfolgreich gezündet. Die 33 Triebwerke am Booster erreichten auch die volle Brenndauer der Aufstiegsphase von etwas weniger als drei Minuten, ohne erkennbare Probleme oder Ausfälle. Außerdem wurde Raptor während dieses Testfluges das erste Vollstromtriebwerk der Welt, das die Kármán-Linie überquerte und den Weltraum erreichte.
Im Oktober 2024, während des fünften Testfluges, gelang es SpaceX erstmals, einen Testflug ohne erkennbare Ausfälle von Raptor Triebwerken durchzuführen. Dies beinhaltet für den Booster den Aufstieg mit allen 33 Triebwerken, das Boostback-Manöver, um eine Flugbahn zurück zur Startrampe einzuschlagen, sowie das Landemanöver an den „Chopstick“-Armen des Startturms und für das Ship den eigenen Aufstieg von der Stufentrennung bis zur Abschaltung auf einer suborbitalen Flugbahn und das Landemanöver nach einem atmosphärischen Wiedereintritt.
Im November 2024 führte Starship 31 während des sechsten Testfluges erstmals eine Wiederzündung eines der Meereshöhen-Raptor Triebwerke im All erfolgreich durch. Solch ein Test war bereits für den dritten Testflug im März 2024 geplant, wurde dann jedoch aufgrund des Kontrollverlusts der Oberstufe im Flug ausgesetzt. Dieser Test legte die Fundamente für zukünftige Deorbit-Manöver, welche notwendig sind, um eine stabile Umlaufbahn wieder zu verlassen.